# フランカ
フランカ（ポルトガル語: Franca）は、ブラジルのサンパウロ州にある都市。1805年に創設された。人口35万5901人（2020年）。

## 歴史
この地方の歴史は、バンデイランテス（探検隊）の時代にはじまる。1722年、サンパウロからゴイアス州の金鉱に至る「ゴイアスの道」が建設された。街道沿いには村々が生まれ、金鉱探しの「駅」と呼ばれるようになった。このうちフランカは「ナマズの駅」として知られていた。
18世紀末、これらの「駅」に入植がはじまった。フランカ一円の人口は、1779年で1000人ほどだった。村々の組織化のため、勅許によって会社が設立され、ポルトガル軍のマノエル・デ・アルメイダに委任された。19世紀のはじめには、マノエルの息子らが教会の建設用地を寄進し、神父のジョアキン・マルティンス・ロドリゲスから祝福を受けた。
1816年、ジョアン6世によって公式に「フランカ村」が生まれた。1821年にはミナスジェライス州がこの地域の併合を画策したが、地元の抵抗に遭い頓挫した。市の標語はこの出来事に由来する。一度、市名が「ヴィラ・フランカ・ド・インペラドール」に改称されたが、すぐに元に戻された。
サンパウロ州北東部でコーヒー豆のプランテーションが拡大するのにともない、多くの移住者─主にイタリア系─がフランカにたどり着いた。知識を獲得し、厳しい労働に耐えた移民は1920年代、初の地場産業であるくつ産業を発展させた。
1932年の護憲革命では、6人の市民がサンパウロのために命を落とした。
現在も市の財政はコーヒー産業に支えられているが、一方でブラジルにおけるくつ産業の重要な拠点ともみなされている。

## 地理
フランカは、サンパウロ州北東部に位置する。州の第14地方の中心地で、サンパウロ州のバタタイス、クリスタイス・パウリスタ、パトロシニオ・パウリスタ、ミナスジェライス州のイビラシとクララヴァルと隣接する。気候は温帯高地気候（ケッペンの気候区分では Cwb）で、10月から3月が雨季となる。気温は一年を通じて穏やか。カノアス川の流域に位置し、この川に水供給を負っている。
フランカは標高1040mの高地に位置する。砂質の土地に草原が広がっている。森は傾斜地に分布する。

### 気候
| サンパウロ州フランカの気候 | サンパウロ州フランカの気候 | サンパウロ州フランカの気候 | サンパウロ州フランカの気候 | サンパウロ州フランカの気候 | サンパウロ州フランカの気候 | サンパウロ州フランカの気候 | サンパウロ州フランカの気候 | サンパウロ州フランカの気候 | サンパウロ州フランカの気候 | サンパウロ州フランカの気候 | サンパウロ州フランカの気候 | サンパウロ州フランカの気候 | サンパウロ州フランカの気候 |
| 月                         | 1月                        | 2月                        | 3月                        | 4月                        | 5月                        | 6月                        | 7月                        | 8月                        | 9月                        | 10月                       | 11月                       | 12月                       | 年                         |
| -------------------------- | -------------------------- | -------------------------- | -------------------------- | -------------------------- | -------------------------- | -------------------------- | -------------------------- | -------------------------- | -------------------------- | -------------------------- | -------------------------- | -------------------------- | -------------------------- |
| 平均最高気温 °C （°F）     | 23.3 (73.9)                | 22.8 (73)                  | 22.9 (73.2)                | 22.2 (72)                  | 21.6 (70.9)                | 20.8 (69.4)                | 20.7 (69.3)                | 23.9 (75)                  | 25.0 (77)                  | 25.1 (77.2)                | 23.8 (74.8)                | 23.2 (73.8)                | 22.9 (73.2)                |
| 平均最低気温 °C （°F）     | 17.6 (63.7)                | 17.0 (62.6)                | 16.7 (62.1)                | 15.5 (59.9)                | 14.1 (57.4)                | 12.8 (55)                  | 12.4 (54.3)                | 13.8 (56.8)                | 15.3 (59.5)                | 15.9 (60.6)                | 16.8 (62.2)                | 17.3 (63.1)                | 15.4 (59.7)                |
| 降水量 mm （inch）         | 297.1 (11.697)             | 227.7 (8.965)              | 180.4 (7.102)              | 79.5 (3.13)                | 57.4 (2.26)                | 26.7 (1.051)               | 21.9 (0.862)               | 23.4 (0.921)               | 71.7 (2.823)               | 160.6 (6.323)              | 201.2 (7.921)              | 275.8 (10.858)             | 1,623.4 (63.913)           |
| 出典：                     |                            |                            |                            |                            |                            |                            |                            |                            |                            |                            |                            |                            |                            |

## 統計
- 総人口 - 32万8473人（2006年7月1日）
  - 都市部 - 32万4138人
  - 地方 - 6999人
- 人口密度 - 473.80人/1平方キロ
- 乳児死亡率 - 1.26%
- 平均寿命 - 73.03歳
- 出生率 - 2.26人
- 識字率 - 96.37%
- 人間開発指数 (HDI) - 0.820
  - GDP指数 - 0.755
  - 平均余命指数 - 0.800
  - 教育指数 - 0.906

出典：応用経済研究所 (IPEA) データ

## 交通
道路
- 州道334号（カンディード・ポルティナリ道路） 至リベイラン・プレト
- 州道345号（エンジェニェイロ・ロナン・ロチャ道路） 至ミナスジェライス州
- 州道345号（プレフェイト・ファビーオ・タラリコ道路） 至バーレトス

## 出身有名人
- 呂比須ワグナー - サッカー選手
- マルコス・アウレリオ・フェルナンデス・ダ・シルバ - サッカー選手
- マルコス・アントニオ・ガルシア・ナシメント - サッカー選手